# ベルチオ光学機械社
ベルチオ光学機械社（ベルチオこうがくきかいしゃ、Société d'Optique et de Mécanique Berthiot 、SOM Berthiot、SOMベルチオ ）はフランスのレンズメーカーである。

比較的知られた製品としてはコンタックスマウントレンズ、ライカマウントレンズがある。
1964年ルヴァロワ光学精機社と合併しSOPELEM（Société d'Optique Précision ELEctronique et Mécanique ）となっている。